# Daller (Familie)
Daller heißt eine seit 1525 belegte, regimentsfähige reformierte Bürgerfamilie von Bischofszell, Schweiz. 
Die von Josua Daller (* um 1600) ausgehenden Linien gelangten durch Leinwand-, Wein- und Fellhandel zu teilweise bedeutenden Vermögen. Davon zeugen die 1744–45 von den Grubenmanns aus Teufen an der Kirchgasse erbauten sogenannten Dallerhäuser. 
Die Familie Daller betrieb Geschäftsstellen in Lausanne und Nyon. Sie besetzten viele Stadtämter, etwa Spitalmeister oder Kirchenpfleger und stellten mehrere Ratsherren und Alträte. 
Hans Georg Daller (1749–1834), evtl. auch Hans Georg Daller (* 1759), wurde 1798 helvetischer Grossrat. Georg Friedrich Daller (1750–1819) war Stadtamtmann, 1803–1819 Thurgauer Kantonsrat und 1804–17 Kirchenrat. 
Die auf Josuas Bruder Zacharias zurückgehende Linie der Daller brachte mehrere Kunsthandwerker hervor, so die Zinngiesser Jakob (1676–1735) und Sohn Hans Jakob (1707–50), den Büchsenmacher Zacharias (* 1646) sowie die Hafner Zacharias (1702–1757) und Jacob Christoph (1728–1774).